# ツイン・テールの魔法
「ツイン・テールの魔法」（ツイン・テールのまほう）は、テレビアニメ『Yes!プリキュア5GoGo!』のキャラクター・春日野うらら（伊瀬茉莉也）のセカンド・シングルである。2008年6月4日にマーベラスエンターテイメントから発売された。

## 概要
タイトル曲「ツイン・テールの魔法」は春日野うららが『Yes!プリキュア5GoGo!』劇中で歌った新しい曲が第2弾シングルカットされたもので、カップリング「ミルク・ミラクル・ミルキィ伝説」は、ミルキィローズが歌う自分紹介などのイメージソング。
ジャケットのイラストは、キャラクターデザインを担当した川村敏江による描き下ろしである。
初回特典はオリジナルデザインステッカー封入。

## 収録曲
1. ツイン・テールの魔法 [3:46]
歌：春日野うらら（伊瀬茉莉也）
作詞：只野菜摘、作曲：前田克樹、編曲：籠島裕昌
2. ミルク・ミラクル・ミルキィ伝説 [3:45]
歌：ミルキィローズ（仙台エリ）
作詞：只野菜摘、作曲：小杉保夫、編曲：神津裕之
3. ツイン・テールの魔法（オリジナル・カラオケ） [3:45]
4. ミルク・ミラクル・ミルキィ伝説（オリジナル・カラオケ） [3:42]